# Dag Erik Elgin
Dag Erik Elgin, född 1962 i Oslo, är en norsk konstnär.
Dag Erik Elgin utbildade sig i filosofi och juridik på Oslo universitet 1981-83, på  Kunsthøgskolen i Oslo  1986-88 och på Konstakademien i Düsseldorf 1988-90. Han hade sin första separatutställning på Kunstnerförbundet i Oslo.
Han är sedan 2010 professor på Kunsthøgskolen i Oslo och utsågs i augusti 2013 till vinnare av Carnegie Art Awards första pris 2014.